# 柏木亀蔵
柏木 亀蔵（かしわぎ かめぞう、1875年4月13日 - 1955年6月19日）は、日本の大正から昭和時代前期にかけて活動した歌人、作詞家。鳥取県出身。

## 来歴
1875年（明治8年）、鳥取市藪片原町に生まれる。1896年（明治29年）に鳥取県尋常師範学校を卒業後、県内各地の小学校訓導を経て東京高等師範学校国文科へ入学し、1903年（明治36年）に卒業する。
旧制都城中学校で教諭を1年間務めた後、1904年（明治37年）に岐阜高等女学校へ転任。和歌や長詩を嗜み、1908年（明治41年）に文部省が懸賞募集した新体詩で第一部二等に入賞する。1915年（大正4年）11月に執り行われた大正天皇の御大典記念事業として京都市が歌詞を募集した「京都市歌」で応募作が二等に入賞したが、一等は「該当作なし」となったため柏木の応募作が採用となり、1951年（昭和26年）に現行の市歌へ代替わりするまで歌い継がれた。1924年（大正13年）に同じ岐阜県の武儀高等女学校へ異動し、校長に就任する。定年退職後、第二次世界大戦下では岐阜県歌道報国会の会長を務めていた。
1955年（昭和30年）6月19日に死去。享年81（満80歳没）。京都市中京区押小路通小川西北角には、柏木が生前に寄贈した閑院内裏の跡地を示す石標が現存する。

## 著作
- 肇国精神の大経典 四大詔勅義解（創生社、1939年）[1]

戦後にGHQから全国の公共図書館に対して没収・廃棄処分を命じられたため、現存せず。

### 作詞
- 旧『京都市歌』（作曲：田村虎蔵）